# Алпийски бързолет
Алпийския бързолет (Tachymarptis melba) е дребна птица от семейство Бързолетови (Apodidae), разред Бързолетоподобни (Apodiformes).

## Описание
Дължината на тялото му е около 20 cm, размаха на крилете 52 cm и тежи около 100 g. Малко е по-едър от сродния му Черен бързолет. Оцветен е в тъмно с изключение на гърдите и гушата които са по-светли. Няма изразен полов диморфизъм. Лети добре и с много висока скорост.

## Разпространение и местообитание
Среща се в Европа (включително България), Азия и Африка. Предпочита планински области, откъдето носи и името си. Прелетна птица.

## Начин на живот и хранене
Подобно на другите видове бързолети, прекарва почти целия си живот в полет. Каца единствено по време на размножителния период когато мъти. Храни се с дребни летящи насекоми, предимно комари и мушици, които улавя летейки с широко отворена човка, като в сакче. Нощем се издигат на около 2000 m височина и спят летейки, като леко забавят маховете на крилете си.

## Размножаване
Гнезди в скалисти местности, входове на пещери, високи сгради. Гнездото е изградено от слюнка и фина глина. Снася 2, много рядко 3 бели сферични яйца, които мътят 19 дни и двамата родители. Малките се излюпват слепи и безпомощни и ги хранят и двамата родители с насекоми. Напускат гнездото на около 42-дневна възраст. Годишно отглежда едно люпило.

## Допълнителни сведения
През късния плейстоцен фосилни находки на алпийския бързолет са намирани в много наши пещери. През топлите междуледникови периоди видът навлиза широко на територията на страната. 
В България е защитен вид.